# Dactyloscopus foraminosus
Dactyloscopus foraminosus är en fiskart som beskrevs av Dawson 1982. Dactyloscopus foraminosus ingår i släktet Dactyloscopus och familjen Dactyloscopidae. Inga underarter finns listade i Catalogue of Life.